# فهد مسعود
فهد مسعود (عربی: فهد مسعود؛ زادهٔ ۳۱ دسامبر ۱۹۸۰) بازیکن فوتبال اهل امارات متحده عربی بود.
از باشگاه‌هایی که در آن بازی کرده‌است می‌توان به باشگاه فوتبال الوحده امارات اشاره کرد.
وی همچنین در تیم ملی فوتبال امارات متحده عربی بازی کرده‌است.